# Humza Yousaf
Humza Haroon Yousaf (Glasgow, 1985. április 7. –), a Skót Nemzeti Párt (SNP) elnöke (2023 és 2024 között), 2023 és 2024 között Skócia első minisztere (tartományi miniszterelnöke).

## Életpályája
Apja a pakisztáni Pandzsábban született, és az 1960-as években családjával Skóciába, Glasgow-ba emigrált, és ott könyvelőként dolgozott. Anyjának ugyancsak pakisztáni felmenői vannak, de Kenyából emigrált Skóciába.
Yousaf már Skóciában született, 1985-ben. A Hutchesons' Grammar School intézményben, majd a Glasgow-i Egyetemen politológiát tanult. A muszlim diákszövetség elnöke volt, és már 19 évesen belépett az SNP-be. Miután 2007-ben lediplomázott, az edinburgh-i parlament első dél-ázsiai képviselőjének, Bashir Ahmadnak lett az irodavezetője, s amikor a politikus két évvel később szívrohamban elhunyt, Alex Salmond akkori SNP-vezér és kormányfő, majd Nicola Sturgeon munkatársa lett.
2011-ben listáról, öt évvel később egyéni választókerületből jutott be a skót törvényhozásba. 2014-ben tagja lett a skót kormánynak. 2016-ban Sturgeon második kormányának megalakulását követően közlekedési miniszterré nevezték ki, majd 2018-ban Skócia igazságügyi minisztere lett, utána a 2021-es kabinet-átalakítás keretében egészségügyi miniszteri posztra került.
2023-ban Nicola Sturgeon lemondott, és márciusban az edinburgh-i parlament őt választotta meg Skócia új első miniszterévé.

## Fordítás
- Ez a szócikk részben vagy egészben  a   Humza Yousaf című német Wikipédia-szócikk fordításán alapul.  Az eredeti cikk szerkesztőit annak laptörténete sorolja fel. Ez a jelzés csupán a megfogalmazás eredetét és a szerzői jogokat jelzi, nem szolgál a cikkben szereplő információk forrásmegjelöléseként.